# Trần Đăng Khoa (chính khách)
Trần Đăng Khoa (1906–1989) là kỹ sư công chính, nhà chính trị Việt Nam. Ông nguyên là Phó Chủ tịch Quốc hội Việt Nam

## Quê quán
Ông sinh ngày 4 tháng 5 năm 1906, quê ở làng Thế Lại Thượng, huyện Hương Trà, ngoại ô thành phố Huế.
.

## Quá trình công tác
Sau khi tốt nghiệp Trường Cao đẳng Công chính Hà nội (1925 – 1928) ông tiếp tục học hàm thụ Trường Kỹ sư Eyrolles, Paris và thi đậu tham sự bậc trên (1928), sau đó (1932) thi đậu kỹ sư công chính.
Trước năm 1945, ông đã tốt nghiệp Đại học ngành công chính và từng phụ trách ngành này ở nhiều tỉnh miền Trung Việt Nam.
Năm 1945, ông gia nhập Đảng Dân chủ Việt Nam, từng giữ chức Phó Tổng thư ký của Đảng.
Sau Cách mạng tháng Tám, ông được giao nhiều chức vụ quan trọng: Giám đốc Công chính Trung bộ,, Bộ trưởng Bộ Giao thông - Công chính năm 1946, Bộ trưởng Bộ Thủy lợi và Kiến trúc năm 1955, Bộ trưởng đầu tiên Bộ Thủy lợi năm 1958.
Tháng 4 năm 1960 Ông được bầu vào Quốc hội khóa II. Cũng trong thời gian này Ông giữ chức Giám đốc Học viện Thủy lợi, rồi Giám đốc Viện Nghiên cứu Khoa học Thủy lợi.
Ông là người tham gia thiết kế đập Bái Thượng (thuộc hệ thống thủy lợi Sông Chu, tỉnh Thanh hóa) và là bạn của Chủ tịch Xuphanuvông (Lào), cũng vốn là kỹ sư thủy lợi – công chính, người tham gia thiết kế đập Đô Lương (thuộc hệ thống Bắc Nghệ An)
Ông là đại biểu Quốc hội liên tục từ khoá I đến khóa VII, Phó Chủ tịch Uỷ ban Thường vụ Quốc hội các khoá II, III, IV, V, VI, là Uỷ viên Đoàn Chủ tịch Uỷ ban Trung ương Mặt trận Tổ quốc Việt Nam và Phó Chủ tịch Hội hữu nghị Việt - Xô trong nhiều năm.
Tháng 4 năm 1981 ông được Quốc hội khóa VII bầu làm Chủ nhiệm Ủy ban Kinh tế - Kế hoạch và Ngân sách của Quốc hội và tiếp tục chức vụ Ủy viên Ủy ban Khoa học và Kỹ thuật Nhà nước.
Ông đã được tặng thưởng nhiều Huân chương, Huy chương của Nhà nước Việt Nam.
Tên ông đã được đặt cho một con đường tại phường Tứ Hạ, thị xã Hương Trà. Ngày 4 tháng 7 năm 2023, Hội đồng nhân dân thành phố Hà Nội quyết định đặt tên ông cho một tuyến phố ở quận Long Biên.